# Stan Freberg
Stan Freberg est un acteur, scénariste, compositeur et réalisateur américain né le 7 août 1926 à Los Angeles, Californie (États-Unis), et mort le 7 avril 2015 à Santa Monica, d'une pneumonie.

## Biographie
Son père était un prêtre baptiste. Jeune, il gagne des bourses pour étudier à l'université Stanford et à l'université de Redlands (à Redlands en Californie) à la suite de concours de débat, mais décline ces offres, préférant poursuivre son ambition de travailler à la radio. Il se rend Hollywood et commence à travailler dans la filiale dessin-animé de Warner Bros à 18 ans.
Après l'armée, il travaille à titre gracieux pour une chaîne de radio. De 1949 à 1954, il fait la voix du serpent Cecil dans le dessin-animé Time for Beany. Pendant la même période, il fait des parodies de célèbres artistes. En 1957, il remplace Jack Benny sur les ondes de la CBS Radio, mais l'émission ne dure pas plus de 15 semaines, Stan Freberg refusant les budgets publicitaires de l'industrie du tabac, et faisant des blagues au sujet de la bombe H.
En 1958, il ouvre sa propre agence de publicité, Freberg Ltd, avec le slogan « more honesty than the client had in mind » (plus d'honnêteté que le client pensait).
En 1961, il sort Stan Freberg Presents: The History of The United States of America, Volume 1, un album humoristique reconnu comme le meilleur par des stars comme Ray Bradbury, Steven Spielberg et les Beatles.
Considéré comme le fondateur de la publicité sarcastique, Advertising Age l'a qualifié de père la publicité humoristique. Il a gagné 21 fois le Clio awards récompensant les publicitaires les plus créatifs.

## Vie privée
Il se marie en 1959 avec Donna Andresen, qui décède en 2000. Il se remarie à Hunter Freberg. Il a deux enfants : Donovan et Donna.

## Filmographie

### comme acteur
- 1946 : Roughly Squeaking de Chuck Jones : Bertie (voix)
- 1947 : Les carottes sont cuites (The Goofy Gophers) : Tosh (voix)
- 1947 : It's a Grand Old Nag de Bob Clampett : Charlie Horse (voix)
- 1947 : Une bagarre à la viande (One Meat Brawl) : Grover Groundhog, Walter Winchell (voix)
- 1948 : Chat-lucinations (Mouse Wreckers) : Bertie (voix)
- 1948 : What's Brewin', Bruin? : Junyer Bear (voix)
- 1948 : House Hunting Mice : Bertie (voix)
- 1948 : Un mage de chien (Two Gophers from Texas) : Tosh (voix)
- 1949 : Time for Beany (série télévisée) : Cecil / Dishonest John (voix)
- 1949 : The Bee-Deviled Bruin : Junyer Bear (voix)
- 1949 : Bear Feat : Junyer Bear (voix)
- 1949 : Un cabot cabotin (A Ham in a Role) : Tosh (voix)
- 1950 : Malade comme un chat (The Hypo-Chondri-Cat) : Bertie (voix)
- 1950 : Venez guincher chez Bunny (Hillbilly Hare) : Punkinhead Martin (voix)
- 1951 : Os pour os (A Bone for a Bone) : Tosh (voix)
- 1951 : La Puce parieuse (Early to Bet) : Gambling Bug (voix)
- 1951 : Alice au pays des merveilles (Alice in Wonderland) (voix)
- 1951 : Ça tourne pas rond (Cheese Chasers) : Bertie (voix)
- 1951 : La Fête des pères (A Bear for Punishment) : Junyer Bear (voix)
- 1951 : Une vedette disparaît (Callaway Went Thataway) de Melvin Frank et Norman Panama : Marvin
- 1952 : Tableau de chasse par Auguste Renard (Foxy by Proxy) : Hunting Dog (voix)
- 1952 : Susie, le petit coupé bleu (Susie the Little Blue Coupe) (voix)
- 1952 : À félin, félin et demi (Tree for Two) : Chester (voix)
- 1952 : Un puma bien frappé (Rabbit's Kin) : Pete Puma (voix)
- 1953 : Un plat résistant (Cat-Tails for Two) : Lennie (voix)
- 1953 : Geraldine (en) de R. G. Springsteen : Billy Weber
- 1954 : Tom ne manque pas d'estomac (Posse Cat) : Tom's master (voix)
- 1954 : Une équipe au poil (I Gopher You) : Tosh (voix)
- 1954 : Docteur Sylvestre et Mister Hide (Dr. Jerkyl's Hide) : Chester (voix)
- 1955 : Pour une poignée de noisettes (Pests for Guests) : Tosh (voix)
- 1955 : La Belle et le Clochard (Lady and the Tramp) : Beaver (voix)
- 1955 : Beaucoup de bois pour rien (Lumber Jerks) : Tosh (voix)
- 1957 : Les Trois Petits Bip-bops (Three Little Bops) : Narrator, Big Bad Wolf, Three Little Pigs (voix)
- 1958 : Les Cauchemars d'un chien (Gopher Broke) : Tosh (voix)
- 1958 : Les Aventures de Tom Pouce (tom thumb) : Monsieur Baîllement (voix)
- 1959 : Matty's Funday Funnies (en) (série télévisée) : Cecil, Dishonest John, Additional Voices (voix)
- 1960 : Le Bugs Bunny Show (The Bugs Bunny Show) (série télévisée) : Various Characters (voix)
- 1963 : Un monde fou, fou, fou, fou (It's a Mad Mad Mad Mad World) de Stanley Kramer : Deputy sheriff
- 1964 : Famous Adventures of Mr. Magoo (en) (série télévisée) (voix)
- 1965 : Tom and Jerry (série télévisée) (voix)
- 1968 : Le Bugs Bunny Show (The Bugs Bunny/Road Runner Hour) (série télévisée) : Various Characters (voix)
- 1976 : The Sylvester & Tweety Show (série télévisée) : Various characters (voix)
- 1980 : Pogo for President: 'I Go Pogo' (en) : Albert the Alligator (voix)
- 1981 : Le Monde fou, fou, fou de Bugs Bunny (The Looney, Looney, Looney Bugs Bunny Movie) : Big Bad Wolf / Three Little Bops / Singing Narrator (voix)
- 1984 : The All-New Adventures of Disney's Sport Goofy (TV) : Narrator
- 1985 : The Wuzzles (série télévisée) : Narrator (voix)
- 1986 : The Bugs Bunny and Tweety Show (série télévisée) : Various Characters (voix)
- 1987 : Les Mésaventures de Donald (Down and Out with Donald Duck) (TV) : Narrator
- 1990 : The Jackie Bison Show (TV) : Jackie Bison (aka Jacob Bisonowitz) (voix)
- 1991 : Bugs Bunny's Overtures to Disaster (en) (TV) : Special Guest Voices
- 1992 : Amazing Stories: Book Two (vidéo) : Skip Binford (segment "Family Dog") (voix)
- 1991 : Ren et Stimpy ("The Ren & Stimpy Show") (série télévisée) : Jiminy Lummox (1993-1994) (voix)
- 1995 : That's Warner Bros.! (série télévisée) : Various characters (voix)
- 1996 : The Bugs n'Daffy Show (série télévisée) : Various Characters (voix)
- 1997 : Pullet Surprise : Pete Puma (voix)
- 1997 : The Weird Al Show (en) (série télévisée) : J.B. Toppersmith / Papa Boolie (voix)
- 1999 : The Stan Freberg Commercials (vidéo) : Various / Himself
- 1999 : Stuart Little : Annonceur de la course (voix)
- 2000 : Titi et le Tour du monde en 80 chats (Tweety's High-Flying Adventure) (vidéo) : Voix additionnelle (voix)
- 2000 : Pas près de parler ! (Little Go Beep) : Voice Characterizations (voix)
- 2003 : Les Looney Tunes passent à l'action (Looney Tunes: Back in Action) : Baby Bear (voix)

### comme scénariste
- 1984 : Bloopers (série télévisée)

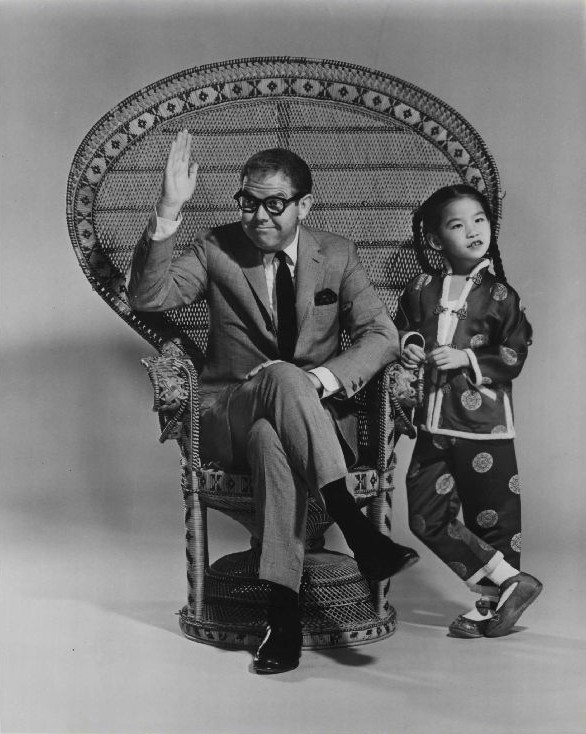
Stan Freberg et Ginny Tiu dans le spectacle télévisé de 1962 : Chun King Chow Mein Hour.

- 1987 : Les Mésaventures de Donald (Down and Out with Donald Duck) (TV)
- 1994 : Un éclair de génie (Chariots of Fur)
- 1999 : The Stan Freberg Commercials (vidéo)

### comme réalisateur
- 1999 : The Stan Freberg Commercials (vidéo)

## Ouvrages
- It Only Hurts When I Laugh, ed. Times Books, 1988,  (ISBN 978-0-8129-1297-5)[3]

## Récompenses et nominations
- Grammy Awards pour The Best of the Stan Freberg Shows (1959)
- Inkpot Award (2009)